# وكالة الفضاء الإيطالية
وكالة الفضاء الإيطالية (الإيطالية:Agenzia Spaziale Italiana; ASI) أنشئت هذه الوكالة عام 1988 لترقية، وتطوير، والتصرف في الأنشطة الفضائية في إيطاليا. مدارة من وزارة الكليات والأبحاث العلمية والتقنية، تتعاون الوكالة مع عدد كبير من المنظمات الإيطالية والأجنبية، المتخصصة في بحوث الفضاء، وأيضاً مع رئيس الوزراء. عالمياً، تتعاون الوكالة مع وكالة الفضاء الأوروبية لتزويدها بالأجسام الثانوية. ومقر الوكالة يقع في روما، إيطاليا. ولدى الوكالة منظمتان ويقعان في تراباني، ماتيرا (كلاهما في إيطاليا).وصلت ميزانية الوكالة إلى 978 مليون دولار أمريكي.

## وصلات خارجية
- الموقع الرسمي